# Tour de l'Algarve 2023
Le Tour de l'Algarve 2023 (officiellement nommé Volta ao Algarve 2022) est la 49e édition de cette course cycliste par étapes masculine. Il a lieu dans l'Algarve, dans le sud du Portugal, du 15 au 19 février 2023. Il se déroule sur cinq étapes entre Portimão et Lagoa sur un parcours de 791,9 kilomètres et fait partie du calendrier UCI ProSeries 2023 (deuxième niveau mondial) en catégorie 2.Pro.

## Équipes participantes
Vingt-cinq équipes de sept coureurs participent à ce Tour de l'Algarve - 12 WorldTeams, 4 ProTeams et 9 équipes continentales :
| WorldTeams (12)- Alpecin-Deceuninck - Arkéa-Samsic - Bora-Hansgrohe - EF Education-EasyPost - Groupama-FDJ - Ineos Grenadiers - Intermarché-Circus-Wanty - Jumbo-Visma - Soudal Quick-Step - Team DSM - Trek-Segafredo - UAE Team Emirates ProTeams (4)- Caja Rural-Seguros RGA - Human Powered Health - Tudor Pro Cycling Team - Uno-X Pro Cycling Team Équipes continentales (9)- ABTF Betão-Feirense - AP Hotels & Resorts-Tavira-SC Farense - Aviludo-Louletano-Loulé Concelho - Credibom-La Alumínios-Marcos Car - Efapel Cycling - Glassdrive-Q8-Anicolor - Kelly-Simoldes-UDO - Rádio Popular-Paredes-Boavista - Tavfer-Ovos Matinados-Mortágua |
| |

## Étapes
| Étape     | Date    | Villes étapes              | type                        | Distance (km) | Dénivelé (m) | Vainqueur d'étape   | Leader du classement général |
| --------- | ------- | -------------------------- | --------------------------- | ------------- | ------------ | ------------------- | ---------------------------- |
| 1re étape | 15 fév. | Portimão – Lagos           | étape de plaine             | 200,2         | 2 301 m      | Alexander Kristoff  | Alexander Kristoff           |
| 2e étape  | 16 fév. | Sagres – Alto da Fóia      | étape de montagne           | 186,3         | 3 411 m      | Magnus Cort Nielsen | Magnus Cort Nielsen          |
| 3e étape  | 17 fév. | Faro – Tavira              | étape de plaine             | 203,1         | 2 369 m      | Magnus Cort Nielsen | Magnus Cort Nielsen          |
| 4e étape  | 18 fév. | Albufeira – Alto do Malhão | étape vallonnée             | 177,9         | 3 203 m      | Tom Pidcock         | Tom Pidcock                  |
| 5e étape  | 19 fév. | Lagoa – Lagoa              | contre-la-montre individuel | 24,4          | 308 m        | Stefan Küng         | Daniel Martínez              |

## Déroulement de la course

### 1reétape
| \| Classement de l'étape \| Classement de l'étape \| Classement de l'étape \| Classement de l'étape \| Classement de l'étape \| \| Coureur \| Coureur \| Pays \| Équipe \| Temps \| \| --------------------- \| --------------------- \| --------------------- \| ---------------------- \| --------------------- \| \| 1er \| Alexander Kristoff \| Norvège \| Uno-X Pro Cycling Team \| 4 h 49 min 25 s \| \| 2e \| Jordi Meeus \| Belgique \| Bora-Hansgrohe \| + 0 s \| \| 3e \| Søren Wærenskjold \| Norvège \| Uno-X Pro Cycling Team \| + 0 s \| \| 4e \| Fabio Jakobsen \| Pays-Bas \| Soudal Quick-Step \| + 0 s \| \| 5e \| Pavel Bittner \| Tchéquie \| Team DSM \| + 0 s \| \| 6e \| Paul Penhoët \| France \| Groupama-FDJ \| + 0 s \| \| 7e \| Natnael Tesfatsion \| Érythrée \| Trek-Segafredo \| + 0 s \| \| 8e \| Timo Kielich \| Belgique \| Alpecin-Deceuninck \| + 0 s \| \| 9e \| Edward Theuns \| Belgique \| Trek-Segafredo \| + 0 s \| \| 10e \| Tim van Dijke \| Pays-Bas \| Jumbo-Visma \| + 0 s \| |                    |          |                        |                 |
| |                    |          |                        |                 |
| Source : ProCyclingStats |                    |          |                        |                 |
| Classement de l'étape |                    |          |                        |                 |
| Coureur | Coureur            | Pays     | Équipe                 | Temps           |
| 1er | Alexander Kristoff | Norvège  | Uno-X Pro Cycling Team | 4 h 49 min 25 s |
| 2e | Jordi Meeus        | Belgique | Bora-Hansgrohe         | + 0 s           |
| 3e | Søren Wærenskjold  | Norvège  | Uno-X Pro Cycling Team | + 0 s           |
| 4e | Fabio Jakobsen     | Pays-Bas | Soudal Quick-Step      | + 0 s           |
| 5e | Pavel Bittner      | Tchéquie | Team DSM               | + 0 s           |
| 6e | Paul Penhoët       | France   | Groupama-FDJ           | + 0 s           |
| 7e | Natnael Tesfatsion | Érythrée | Trek-Segafredo         | + 0 s           |
| 8e | Timo Kielich       | Belgique | Alpecin-Deceuninck     | + 0 s           |
| 9e | Edward Theuns      | Belgique | Trek-Segafredo         | + 0 s           |
| 10e | Tim van Dijke      | Pays-Bas | Jumbo-Visma            | + 0 s           |

| \| Classement général \| Classement général \| Classement général \| Classement général \| Classement général \| \| Coureur \| Coureur \| Pays \| Équipe \| Temps \| \| ------------------ \| ------------------ \| ------------------ \| ---------------------- \| ------------------ \| \| 1er \| Alexander Kristoff \| Norvège \| Uno-X Pro Cycling Team \| 4 h 49 min 15 s \| \| 2e \| Jordi Meeus \| Belgique \| Bora-Hansgrohe \| + 4 s \| \| 3e \| Søren Wærenskjold \| Norvège \| Uno-X Pro Cycling Team \| + 6 s \| \| 4e \| Fabio Jakobsen \| Pays-Bas \| Soudal Quick-Step \| + 10 s \| \| 5e \| Pavel Bittner \| Tchéquie \| Team DSM \| + 10 s \| \| 6e \| Paul Penhoët \| France \| Groupama-FDJ \| + 10 s \| \| 7e \| Natnael Tesfatsion \| Érythrée \| Trek-Segafredo \| + 10 s \| \| 8e \| Timo Kielich \| Belgique \| Alpecin-Deceuninck \| + 10 s \| \| 9e \| Edward Theuns \| Belgique \| Trek-Segafredo \| + 10 s \| \| 10e \| Tim van Dijke \| Pays-Bas \| Jumbo-Visma \| + 10 s \| |                    |          |                        |                 |
| |                    |          |                        |                 |
| Source : ProCyclingStats |                    |          |                        |                 |
| Classement général |                    |          |                        |                 |
| Coureur | Coureur            | Pays     | Équipe                 | Temps           |
| 1er | Alexander Kristoff | Norvège  | Uno-X Pro Cycling Team | 4 h 49 min 15 s |
| 2e | Jordi Meeus        | Belgique | Bora-Hansgrohe         | + 4 s           |
| 3e | Søren Wærenskjold  | Norvège  | Uno-X Pro Cycling Team | + 6 s           |
| 4e | Fabio Jakobsen     | Pays-Bas | Soudal Quick-Step      | + 10 s          |
| 5e | Pavel Bittner      | Tchéquie | Team DSM               | + 10 s          |
| 6e | Paul Penhoët       | France   | Groupama-FDJ           | + 10 s          |
| 7e | Natnael Tesfatsion | Érythrée | Trek-Segafredo         | + 10 s          |
| 8e | Timo Kielich       | Belgique | Alpecin-Deceuninck     | + 10 s          |
| 9e | Edward Theuns      | Belgique | Trek-Segafredo         | + 10 s          |
| 10e | Tim van Dijke      | Pays-Bas | Jumbo-Visma            | + 10 s          |

### 2eétape
L'ascension finale de l'Alto de Fóia est contrôlée par l'équipe Ineos-Grenadiers jusqu'à la flamme rouge. Le Belge Ilan Van Wilder lance le sprint aux deux cents mètres et pense franchir la ligne d'arrivée en vainqueur mais il est remonté in extremis par le Danois Magnus Cort Nielsen.
| \| Classement de l'étape \| Classement de l'étape \| Classement de l'étape \| Classement de l'étape \| Classement de l'étape \| \| Coureur \| Coureur \| Pays \| Équipe \| Temps \| \| --------------------- \| --------------------- \| --------------------- \| ------------------------ \| --------------------- \| \| 1er \| Magnus Cort Nielsen \| Danemark \| EF Education-EasyPost \| 5 h 07 min 05 s \| \| 2e \| Ilan Van Wilder \| Belgique \| Soudal Quick-Step \| + 0 s \| \| 3e \| Rui Costa \| Portugal \| Intermarché-Circus-Wanty \| + 0 s \| \| 4e \| Valentin Madouas \| France \| Groupama-FDJ \| + 0 s \| \| 5e \| Jai Hindley \| Australie \| Bora-Hansgrohe \| + 0 s \| \| 6e \| Rune Herregodts \| Belgique \| Intermarché-Circus-Wanty \| + 2 s \| \| 7e \| Nicola Conci \| Italie \| Alpecin-Deceuninck \| + 2 s \| \| 8e \| Tom Pidcock \| Royaume-Uni \| Ineos Grenadiers \| + 2 s \| \| 9e \| Kevin Vermaerke \| États-Unis \| Team DSM \| + 2 s \| \| 10e \| Bauke Mollema \| Pays-Bas \| Trek-Segafredo \| + 2 s \| |                     |             |                          |                 |
| |                     |             |                          |                 |
| Source : ProCyclingStats |                     |             |                          |                 |
| Classement de l'étape |                     |             |                          |                 |
| Coureur | Coureur             | Pays        | Équipe                   | Temps           |
| 1er | Magnus Cort Nielsen | Danemark    | EF Education-EasyPost    | 5 h 07 min 05 s |
| 2e | Ilan Van Wilder     | Belgique    | Soudal Quick-Step        | + 0 s           |
| 3e | Rui Costa           | Portugal    | Intermarché-Circus-Wanty | + 0 s           |
| 4e | Valentin Madouas    | France      | Groupama-FDJ             | + 0 s           |
| 5e | Jai Hindley         | Australie   | Bora-Hansgrohe           | + 0 s           |
| 6e | Rune Herregodts     | Belgique    | Intermarché-Circus-Wanty | + 2 s           |
| 7e | Nicola Conci        | Italie      | Alpecin-Deceuninck       | + 2 s           |
| 8e | Tom Pidcock         | Royaume-Uni | Ineos Grenadiers         | + 2 s           |
| 9e | Kevin Vermaerke     | États-Unis  | Team DSM                 | + 2 s           |
| 10e | Bauke Mollema       | Pays-Bas    | Trek-Segafredo           | + 2 s           |

| \| Classement général \| Classement général \| Classement général \| Classement général \| Classement général \| \| Coureur \| Coureur \| Pays \| Équipe \| Temps \| \| ------------------ \| ------------------- \| ------------------ \| ------------------------ \| ------------------ \| \| 1er \| Magnus Cort Nielsen \| Danemark \| EF Education-EasyPost \| 9 h 56 min 20 s \| \| 2e \| Ilan Van Wilder \| Belgique \| Soudal Quick-Step \| + 4 s \| \| 3e \| Rui Costa \| Portugal \| Intermarché-Circus-Wanty \| + 6 s \| \| 4e \| Jai Hindley \| Australie \| Bora-Hansgrohe \| + 10 s \| \| 5e \| Valentin Madouas \| France \| Groupama-FDJ \| + 10 s \| \| 6e \| Tobias Foss \| Norvège \| Jumbo-Visma \| + 12 s \| \| 7e \| Bauke Mollema \| Pays-Bas \| Trek-Segafredo \| + 12 s \| \| 8e \| Nicola Conci \| Italie \| Alpecin-Deceuninck \| + 12 s \| \| 9e \| João Almeida \| Portugal \| UAE Team Emirates \| + 12 s \| \| 10e \| Sergio Higuita \| Colombie \| Bora-Hansgrohe \| + 12 s \| |                     |           |                          |                 |
| |                     |           |                          |                 |
| Source : ProCyclingStats |                     |           |                          |                 |
| Classement général |                     |           |                          |                 |
| Coureur | Coureur             | Pays      | Équipe                   | Temps           |
| 1er | Magnus Cort Nielsen | Danemark  | EF Education-EasyPost    | 9 h 56 min 20 s |
| 2e | Ilan Van Wilder     | Belgique  | Soudal Quick-Step        | + 4 s           |
| 3e | Rui Costa           | Portugal  | Intermarché-Circus-Wanty | + 6 s           |
| 4e | Jai Hindley         | Australie | Bora-Hansgrohe           | + 10 s          |
| 5e | Valentin Madouas    | France    | Groupama-FDJ             | + 10 s          |
| 6e | Tobias Foss         | Norvège   | Jumbo-Visma              | + 12 s          |
| 7e | Bauke Mollema       | Pays-Bas  | Trek-Segafredo           | + 12 s          |
| 8e | Nicola Conci        | Italie    | Alpecin-Deceuninck       | + 12 s          |
| 9e | João Almeida        | Portugal  | UAE Team Emirates        | + 12 s          |
| 10e | Sergio Higuita      | Colombie  | Bora-Hansgrohe           | + 12 s          |

### 3eétape
| \| Classement de l'étape \| Classement de l'étape \| Classement de l'étape \| Classement de l'étape \| Classement de l'étape \| \| Coureur \| Coureur \| Pays \| Équipe \| Temps \| \| --------------------- \| --------------------- \| --------------------- \| ------------------------ \| --------------------- \| \| 1er \| Magnus Cort Nielsen \| Danemark \| EF Education-EasyPost \| 5 h 05 min 14 s \| \| 2e \| Filippo Ganna \| Italie \| Ineos Grenadiers \| + 0 s \| \| 3e \| Jordi Meeus \| Belgique \| Bora-Hansgrohe \| + 0 s \| \| 4e \| Paul Penhoët \| France \| Groupama-FDJ \| + 0 s \| \| 5e \| Valentin Madouas \| France \| Groupama-FDJ \| + 0 s \| \| 6e \| Rui Oliveira \| Portugal \| UAE Team Emirates \| + 0 s \| \| 7e \| Rui Costa \| Portugal \| Intermarché-Circus-Wanty \| + 0 s \| \| 8e \| Tobias Foss \| Norvège \| Jumbo-Visma \| + 0 s \| \| 9e \| Edward Theuns \| Belgique \| Trek-Segafredo \| + 0 s \| \| 10e \| Lewis Askey \| Royaume-Uni \| Groupama-FDJ \| + 0 s \| |                     |             |                          |                 |
| |                     |             |                          |                 |
| Source : ProCyclingStats |                     |             |                          |                 |
| Classement de l'étape |                     |             |                          |                 |
| Coureur | Coureur             | Pays        | Équipe                   | Temps           |
| 1er | Magnus Cort Nielsen | Danemark    | EF Education-EasyPost    | 5 h 05 min 14 s |
| 2e | Filippo Ganna       | Italie      | Ineos Grenadiers         | + 0 s           |
| 3e | Jordi Meeus         | Belgique    | Bora-Hansgrohe           | + 0 s           |
| 4e | Paul Penhoët        | France      | Groupama-FDJ             | + 0 s           |
| 5e | Valentin Madouas    | France      | Groupama-FDJ             | + 0 s           |
| 6e | Rui Oliveira        | Portugal    | UAE Team Emirates        | + 0 s           |
| 7e | Rui Costa           | Portugal    | Intermarché-Circus-Wanty | + 0 s           |
| 8e | Tobias Foss         | Norvège     | Jumbo-Visma              | + 0 s           |
| 9e | Edward Theuns       | Belgique    | Trek-Segafredo           | + 0 s           |
| 10e | Lewis Askey         | Royaume-Uni | Groupama-FDJ             | + 0 s           |

| \| Classement général \| Classement général \| Classement général \| Classement général \| Classement général \| \| Coureur \| Coureur \| Pays \| Équipe \| Temps \| \| ------------------ \| ------------------- \| ------------------ \| ------------------------ \| ------------------ \| \| 1er \| Magnus Cort Nielsen \| Danemark \| EF Education-EasyPost \| 15 h 01 min 18 s \| \| 2e \| Rui Costa \| Portugal \| Intermarché-Circus-Wanty \| + 18 s \| \| 3e \| Ilan Van Wilder \| Belgique \| Soudal Quick-Step \| + 20 s \| \| 4e \| Valentin Madouas \| France \| Groupama-FDJ \| + 26 s \| \| 5e \| Jai Hindley \| Australie \| Bora-Hansgrohe \| + 26 s \| \| 6e \| Tom Pidcock \| Royaume-Uni \| Ineos Grenadiers \| + 26 s \| \| 7e \| Filippo Ganna \| Italie \| Ineos Grenadiers \| + 27 s \| \| 8e \| Tobias Foss \| Norvège \| Jumbo-Visma \| + 28 s \| \| 9e \| Bauke Mollema \| Pays-Bas \| Trek-Segafredo \| + 28 s \| \| 10e \| João Almeida \| Portugal \| UAE Team Emirates \| + 28 s \| |                     |             |                          |                  |
| |                     |             |                          |                  |
| Source : ProCyclingStats |                     |             |                          |                  |
| Classement général |                     |             |                          |                  |
| Coureur | Coureur             | Pays        | Équipe                   | Temps            |
| 1er | Magnus Cort Nielsen | Danemark    | EF Education-EasyPost    | 15 h 01 min 18 s |
| 2e | Rui Costa           | Portugal    | Intermarché-Circus-Wanty | + 18 s           |
| 3e | Ilan Van Wilder     | Belgique    | Soudal Quick-Step        | + 20 s           |
| 4e | Valentin Madouas    | France      | Groupama-FDJ             | + 26 s           |
| 5e | Jai Hindley         | Australie   | Bora-Hansgrohe           | + 26 s           |
| 6e | Tom Pidcock         | Royaume-Uni | Ineos Grenadiers         | + 26 s           |
| 7e | Filippo Ganna       | Italie      | Ineos Grenadiers         | + 27 s           |
| 8e | Tobias Foss         | Norvège     | Jumbo-Visma              | + 28 s           |
| 9e | Bauke Mollema       | Pays-Bas    | Trek-Segafredo           | + 28 s           |
| 10e | João Almeida        | Portugal    | UAE Team Emirates        | + 28 s           |

### 4eétape
| \| Classement de l'étape \| Classement de l'étape \| Classement de l'étape \| Classement de l'étape \| Classement de l'étape \| \| Coureur \| Coureur \| Pays \| Équipe \| Temps \| \| --------------------- \| --------------------- \| --------------------- \| --------------------- \| --------------------- \| \| 1er \| Tom Pidcock \| Royaume-Uni \| Ineos Grenadiers \| 4 h 28 min 39 s \| \| 2e \| João Almeida \| Portugal \| UAE Team Emirates \| + 1 s \| \| 3e \| Ilan Van Wilder \| Belgique \| Soudal Quick-Step \| + 5 s \| \| 4e \| Sergio Higuita \| Colombie \| Bora-Hansgrohe \| + 5 s \| \| 5e \| Jai Hindley \| Australie \| Bora-Hansgrohe \| + 11 s \| \| 6e \| Daniel Martínez \| Colombie \| Ineos Grenadiers \| + 11 s \| \| 7e \| Oscar Onley \| Royaume-Uni \| Team DSM \| + 14 s \| \| 8e \| Bauke Mollema \| Pays-Bas \| Trek-Segafredo \| + 20 s \| \| 9e \| Tobias Foss \| Norvège \| Jumbo-Visma \| + 20 s \| \| 10e \| Filippo Ganna \| Italie \| Ineos Grenadiers \| + 20 s \| |                 |             |                   |                 |
| |                 |             |                   |                 |
| Source : ProCyclingStats |                 |             |                   |                 |
| Classement de l'étape |                 |             |                   |                 |
| Coureur | Coureur         | Pays        | Équipe            | Temps           |
| 1er | Tom Pidcock     | Royaume-Uni | Ineos Grenadiers  | 4 h 28 min 39 s |
| 2e | João Almeida    | Portugal    | UAE Team Emirates | + 1 s           |
| 3e | Ilan Van Wilder | Belgique    | Soudal Quick-Step | + 5 s           |
| 4e | Sergio Higuita  | Colombie    | Bora-Hansgrohe    | + 5 s           |
| 5e | Jai Hindley     | Australie   | Bora-Hansgrohe    | + 11 s          |
| 6e | Daniel Martínez | Colombie    | Ineos Grenadiers  | + 11 s          |
| 7e | Oscar Onley     | Royaume-Uni | Team DSM          | + 14 s          |
| 8e | Bauke Mollema   | Pays-Bas    | Trek-Segafredo    | + 20 s          |
| 9e | Tobias Foss     | Norvège     | Jumbo-Visma       | + 20 s          |
| 10e | Filippo Ganna   | Italie      | Ineos Grenadiers  | + 20 s          |

| \| Classement général \| Classement général \| Classement général \| Classement général \| Classement général \| \| Coureur \| Coureur \| Pays \| Équipe \| Temps \| \| ------------------ \| ------------------- \| ------------------ \| ------------------------ \| ------------------ \| \| 1er \| Tom Pidcock \| Royaume-Uni \| Ineos Grenadiers \| 19 h 30 min 13 s \| \| 2e \| Ilan Van Wilder \| Belgique \| Soudal Quick-Step \| + 5 s \| \| 3e \| João Almeida \| Portugal \| UAE Team Emirates \| + 7 s \| \| 4e \| Sergio Higuita \| Colombie \| Bora-Hansgrohe \| + 17 s \| \| 5e \| Jai Hindley \| Australie \| Bora-Hansgrohe \| + 21 s \| \| 6e \| Rui Costa \| Portugal \| Intermarché-Circus-Wanty \| + 22 s \| \| 7e \| Daniel Martínez \| Colombie \| Ineos Grenadiers \| + 23 s \| \| 8e \| Magnus Cort Nielsen \| Danemark \| EF Education-EasyPost \| + 27 s \| \| 9e \| Filippo Ganna \| Italie \| Ineos Grenadiers \| + 31 s \| \| 10e \| Tobias Foss \| Norvège \| Jumbo-Visma \| + 32 s \| |                     |             |                          |                  |
| |                     |             |                          |                  |
| Source : ProCyclingStats |                     |             |                          |                  |
| Classement général |                     |             |                          |                  |
| Coureur | Coureur             | Pays        | Équipe                   | Temps            |
| 1er | Tom Pidcock         | Royaume-Uni | Ineos Grenadiers         | 19 h 30 min 13 s |
| 2e | Ilan Van Wilder     | Belgique    | Soudal Quick-Step        | + 5 s            |
| 3e | João Almeida        | Portugal    | UAE Team Emirates        | + 7 s            |
| 4e | Sergio Higuita      | Colombie    | Bora-Hansgrohe           | + 17 s           |
| 5e | Jai Hindley         | Australie   | Bora-Hansgrohe           | + 21 s           |
| 6e | Rui Costa           | Portugal    | Intermarché-Circus-Wanty | + 22 s           |
| 7e | Daniel Martínez     | Colombie    | Ineos Grenadiers         | + 23 s           |
| 8e | Magnus Cort Nielsen | Danemark    | EF Education-EasyPost    | + 27 s           |
| 9e | Filippo Ganna       | Italie      | Ineos Grenadiers         | + 31 s           |
| 10e | Tobias Foss         | Norvège     | Jumbo-Visma              | + 32 s           |

### 5eétape
| \| Classement de l'étape \| Classement de l'étape \| Classement de l'étape \| Classement de l'étape \| Classement de l'étape \| \| Coureur \| Coureur \| Pays \| Équipe \| Temps \| \| --------------------- \| --------------------- \| --------------------- \| ------------------------ \| --------------------- \| \| 1er \| Stefan Küng \| Suisse \| Groupama-FDJ \| 29 min 34 s \| \| 2e \| Rémi Cavagna \| France \| Soudal Quick-Step \| + 4 s \| \| 3e \| Filippo Ganna \| Italie \| Ineos Grenadiers \| + 10 s \| \| 4e \| Daniel Martínez \| Colombie \| Ineos Grenadiers \| + 16 s \| \| 5e \| Tobias Foss \| Norvège \| Jumbo-Visma \| + 29 s \| \| 6e \| Thymen Arensman \| Pays-Bas \| Ineos Grenadiers \| + 32 s \| \| 7e \| Ilan Van Wilder \| Belgique \| Soudal Quick-Step \| + 49 s \| \| 8e \| Bauke Mollema \| Pays-Bas \| Trek-Segafredo \| + 56 s \| \| 9e \| Nils Politt \| Allemagne \| Bora-Hansgrohe \| + 1 min 03 s \| \| 10e \| Rune Herregodts \| Belgique \| Intermarché-Circus-Wanty \| + 1 min 03 s \| |                 |           |                          |              |
| |                 |           |                          |              |
| Source : ProCyclingStats |                 |           |                          |              |
| Classement de l'étape |                 |           |                          |              |
| Coureur | Coureur         | Pays      | Équipe                   | Temps        |
| 1er | Stefan Küng     | Suisse    | Groupama-FDJ             | 29 min 34 s  |
| 2e | Rémi Cavagna    | France    | Soudal Quick-Step        | + 4 s        |
| 3e | Filippo Ganna   | Italie    | Ineos Grenadiers         | + 10 s       |
| 4e | Daniel Martínez | Colombie  | Ineos Grenadiers         | + 16 s       |
| 5e | Tobias Foss     | Norvège   | Jumbo-Visma              | + 29 s       |
| 6e | Thymen Arensman | Pays-Bas  | Ineos Grenadiers         | + 32 s       |
| 7e | Ilan Van Wilder | Belgique  | Soudal Quick-Step        | + 49 s       |
| 8e | Bauke Mollema   | Pays-Bas  | Trek-Segafredo           | + 56 s       |
| 9e | Nils Politt     | Allemagne | Bora-Hansgrohe           | + 1 min 03 s |
| 10e | Rune Herregodts | Belgique  | Intermarché-Circus-Wanty | + 1 min 03 s |

## Classements finals

### Classement général final
| \| Classement général \| Classement général \| Classement général \| Classement général \| Classement général \| \| Coureur \| Coureur \| Pays \| Équipe \| Temps \| \| ------------------ \| ------------------- \| ------------------ \| ------------------------ \| ------------------ \| \| 1er \| Daniel Martínez \| Colombie \| Ineos Grenadiers \| 20 h 00 min 26 s \| \| 2e \| Filippo Ganna \| Italie \| Ineos Grenadiers \| + 2 s \| \| 3e \| Ilan Van Wilder \| Belgique \| Soudal Quick-Step \| + 15 s \| \| 4e \| Tobias Foss \| Norvège \| Jumbo-Visma \| + 22 s \| \| 5e \| Stefan Küng \| Suisse \| Groupama-FDJ \| + 26 s \| \| 6e \| João Almeida \| Portugal \| UAE Team Emirates \| + 40 s \| \| 7e \| Tom Pidcock \| Royaume-Uni \| Ineos Grenadiers \| + 48 s \| \| 8e \| Bauke Mollema \| Pays-Bas \| Trek-Segafredo \| + 49 s \| \| 9e \| Magnus Cort Nielsen \| Danemark \| EF Education-EasyPost \| + 55 s \| \| 10e \| Rui Costa \| Portugal \| Intermarché-Circus-Wanty \| + 1 min 06 s \| |                     |             |                          |                  |
| |                     |             |                          |                  |
| Source : ProCyclingStats |                     |             |                          |                  |
| Classement général |                     |             |                          |                  |
| Coureur | Coureur             | Pays        | Équipe                   | Temps            |
| 1er | Daniel Martínez     | Colombie    | Ineos Grenadiers         | 20 h 00 min 26 s |
| 2e | Filippo Ganna       | Italie      | Ineos Grenadiers         | + 2 s            |
| 3e | Ilan Van Wilder     | Belgique    | Soudal Quick-Step        | + 15 s           |
| 4e | Tobias Foss         | Norvège     | Jumbo-Visma              | + 22 s           |
| 5e | Stefan Küng         | Suisse      | Groupama-FDJ             | + 26 s           |
| 6e | João Almeida        | Portugal    | UAE Team Emirates        | + 40 s           |
| 7e | Tom Pidcock         | Royaume-Uni | Ineos Grenadiers         | + 48 s           |
| 8e | Bauke Mollema       | Pays-Bas    | Trek-Segafredo           | + 49 s           |
| 9e | Magnus Cort Nielsen | Danemark    | EF Education-EasyPost    | + 55 s           |
| 10e | Rui Costa           | Portugal    | Intermarché-Circus-Wanty | + 1 min 06 s     |

### Classements annexes
| Classement par points | Classement par points | Classement par points | Classement par points    | Classement par points |
| Coureur               | Coureur               | Pays                  | Équipe                   | Points                |
| --------------------- | --------------------- | --------------------- | ------------------------ | --------------------- |
| 1er                   | Magnus Cort Nielsen   | Danemark              | EF Education-EasyPost    | 46 pts                |
| 2e                    | Jordi Meeus           | Belgique              | Bora-Hansgrohe           | 36 pts                |
| 3e                    | Alexander Kristoff    | Norvège               | Uno-X Pro Cycling Team   | 25 pts                |
| 4e                    | Ilan Van Wilder       | Belgique              | Soudal Quick-Step        | 22 pts                |
| 5e                    | Filippo Ganna         | Italie                | Ineos Grenadiers         | 21 pts                |
| 6e                    | Paul Penhoët          | France                | Groupama-FDJ             | 21 pts                |
| 7e                    | Rui Costa             | Portugal              | Intermarché-Circus-Wanty | 20 pts                |
| 8e                    | Tom Pidcock           | Royaume-Uni           | Ineos Grenadiers         | 14 pts                |
| 9e                    | Fabio Jakobsen        | Pays-Bas              | Soudal Quick-Step        | 13 pts                |
| 10e                   | João Almeida          | Portugal              | UAE Team Emirates        | 12 pts                |

| Classement par points | Classement par points | Classement par points | Classement par points    | Classement par points |
| Coureur               | Coureur               | Pays                  | Équipe                   | Points                |
| --------------------- | --------------------- | --------------------- | ------------------------ | --------------------- |
| 1er                   | Magnus Cort Nielsen   | Danemark              | EF Education-EasyPost    | 46 pts                |
| 2e                    | Jordi Meeus           | Belgique              | Bora-Hansgrohe           | 36 pts                |
| 3e                    | Alexander Kristoff    | Norvège               | Uno-X Pro Cycling Team   | 25 pts                |
| 4e                    | Ilan Van Wilder       | Belgique              | Soudal Quick-Step        | 22 pts                |
| 5e                    | Filippo Ganna         | Italie                | Ineos Grenadiers         | 21 pts                |
| 6e                    | Paul Penhoët          | France                | Groupama-FDJ             | 21 pts                |
| 7e                    | Rui Costa             | Portugal              | Intermarché-Circus-Wanty | 20 pts                |
| 8e                    | Tom Pidcock           | Royaume-Uni           | Ineos Grenadiers         | 14 pts                |
| 9e                    | Fabio Jakobsen        | Pays-Bas              | Soudal Quick-Step        | 13 pts                |
| 10e                   | João Almeida          | Portugal              | UAE Team Emirates        | 12 pts                |

| Classement de la montagne | Classement de la montagne | Classement de la montagne | Classement de la montagne             | Classement de la montagne |
| Coureur                   | Coureur                   | Pays                      | Équipe                                | Points                    |
| ------------------------- | ------------------------- | ------------------------- | ------------------------------------- | ------------------------- |
| 1er                       | Kasper Asgreen            | Danemark                  | Soudal Quick-Step                     | 18 pts                    |
| 2e                        | Ilan Van Wilder           | Belgique                  | Soudal Quick-Step                     | 13 pts                    |
| 3e                        | António Ferreira          | Portugal                  | Kelly-Simoldes-UDO                    | 12 pts                    |
| 4e                        | Rafael Lourenço           | Portugal                  | AP Hotels & Resorts-Tavira-SC Farense | 11 pts                    |
| 5e                        | Magnus Cort Nielsen       | Danemark                  | EF Education-EasyPost                 | 10 pts                    |
| 6e                        | Tom Pidcock               | Royaume-Uni               | Ineos Grenadiers                      | 6 pts                     |
| 7e                        | Kobe Goossens             | Belgique                  | Intermarché-Circus-Wanty              | 6 pts                     |
| 8e                        | Rui Costa                 | Portugal                  | Intermarché-Circus-Wanty              | 6 pts                     |
| 9e                        | Mathias Vacek             | Tchéquie                  | Trek-Segafredo                        | 6 pts                     |
| 10e                       | João Almeida              | Portugal                  | UAE Team Emirates                     | 4 pts                     |

| Classement de la montagne | Classement de la montagne | Classement de la montagne | Classement de la montagne             | Classement de la montagne |
| Coureur                   | Coureur                   | Pays                      | Équipe                                | Points                    |
| ------------------------- | ------------------------- | ------------------------- | ------------------------------------- | ------------------------- |
| 1er                       | Kasper Asgreen            | Danemark                  | Soudal Quick-Step                     | 18 pts                    |
| 2e                        | Ilan Van Wilder           | Belgique                  | Soudal Quick-Step                     | 13 pts                    |
| 3e                        | António Ferreira          | Portugal                  | Kelly-Simoldes-UDO                    | 12 pts                    |
| 4e                        | Rafael Lourenço           | Portugal                  | AP Hotels & Resorts-Tavira-SC Farense | 11 pts                    |
| 5e                        | Magnus Cort Nielsen       | Danemark                  | EF Education-EasyPost                 | 10 pts                    |
| 6e                        | Tom Pidcock               | Royaume-Uni               | Ineos Grenadiers                      | 6 pts                     |
| 7e                        | Kobe Goossens             | Belgique                  | Intermarché-Circus-Wanty              | 6 pts                     |
| 8e                        | Rui Costa                 | Portugal                  | Intermarché-Circus-Wanty              | 6 pts                     |
| 9e                        | Mathias Vacek             | Tchéquie                  | Trek-Segafredo                        | 6 pts                     |
| 10e                       | João Almeida              | Portugal                  | UAE Team Emirates                     | 4 pts                     |

| Classement du meilleur jeune | Classement du meilleur jeune | Classement du meilleur jeune | Classement du meilleur jeune | Classement du meilleur jeune |
| Coureur                      | Coureur                      | Pays                         | Équipe                       | Temps                        |
| ---------------------------- | ---------------------------- | ---------------------------- | ---------------------------- | ---------------------------- |
| 1er                          | Oscar Onley                  | Royaume-Uni                  | Team DSM                     | 20 h 01 min 50 s             |
| 2e                           | Frederik Wandahl             | Danemark                     | Bora-Hansgrohe               | + 1 min 17 s                 |
| 3e                           | Finn Fisher-Black            | Nouvelle-Zélande             | UAE Team Emirates            | + 1 min 44 s                 |
| 4e                           | Mathias Vacek                | Tchéquie                     | Trek-Segafredo               | + 23 min 50 s                |
| 5e                           | Paul Penhoët                 | France                       | Groupama-FDJ                 | + 28 min 54 s                |
| 6e                           | Lewis Askey                  | Royaume-Uni                  | Groupama-FDJ                 | + 32 min 06 s                |
| 7e                           | Pavel Bittner                | Tchéquie                     | Team DSM                     | + 35 min 00 s                |
| 8e                           | Madis Mihkels                | Estonie                      | Intermarché-Circus-Wanty     | + 36 min 29 s                |
| 9e                           | Roel van Sintmaartensdijk    | Pays-Bas                     | Circus-Re Uz-Technord        | + 40 min 53 s                |
| 10e                          | Pedro Silva                  | Portugal                     | Glassdrive-Q8-Anicolor       | + 45 min 22 s                |

| Classement du meilleur jeune | Classement du meilleur jeune | Classement du meilleur jeune | Classement du meilleur jeune | Classement du meilleur jeune |
| Coureur                      | Coureur                      | Pays                         | Équipe                       | Temps                        |
| ---------------------------- | ---------------------------- | ---------------------------- | ---------------------------- | ---------------------------- |
| 1er                          | Oscar Onley                  | Royaume-Uni                  | Team DSM                     | 20 h 01 min 50 s             |
| 2e                           | Frederik Wandahl             | Danemark                     | Bora-Hansgrohe               | + 1 min 17 s                 |
| 3e                           | Finn Fisher-Black            | Nouvelle-Zélande             | UAE Team Emirates            | + 1 min 44 s                 |
| 4e                           | Mathias Vacek                | Tchéquie                     | Trek-Segafredo               | + 23 min 50 s                |
| 5e                           | Paul Penhoët                 | France                       | Groupama-FDJ                 | + 28 min 54 s                |
| 6e                           | Lewis Askey                  | Royaume-Uni                  | Groupama-FDJ                 | + 32 min 06 s                |
| 7e                           | Pavel Bittner                | Tchéquie                     | Team DSM                     | + 35 min 00 s                |
| 8e                           | Madis Mihkels                | Estonie                      | Intermarché-Circus-Wanty     | + 36 min 29 s                |
| 9e                           | Roel van Sintmaartensdijk    | Pays-Bas                     | Circus-Re Uz-Technord        | + 40 min 53 s                |
| 10e                          | Pedro Silva                  | Portugal                     | Glassdrive-Q8-Anicolor       | + 45 min 22 s                |

| Classement par équipes | Classement par équipes   | Classement par équipes | Classement par équipes |
| Équipe                 | Équipe                   | Pays                   | Temps                  |
| ---------------------- | ------------------------ | ---------------------- | ---------------------- |
| 1re                    | Ineos Grenadiers         | Royaume-Uni            | 60 h 01 min 34 s       |
| 2e                     | Bora-Hansgrohe           | Allemagne              | + 4 min 31 s           |
| 3e                     | Intermarché-Circus-Wanty | Belgique               | + 8 min 54 s           |
| 4e                     | EF Education-EasyPost    | États-Unis             | + 9 min 24 s           |
| 5e                     | Trek-Segafredo           | États-Unis             | + 12 min 49 s          |
| 6e                     | Arkéa-Samsic             | France                 | + 12 min 50 s          |
| 7e                     | Soudal Quick-Step        | Belgique               | + 17 min 01 s          |
| 8e                     | Alpecin-Deceuninck       | Belgique               | + 18 min 29 s          |
| 9e                     | Groupama-FDJ             | France                 | + 21 min 40 s          |
| 10e                    | UAE Team Emirates        | Émirats arabes unis    | + 25 min 06 s          |

| Classement par équipes | Classement par équipes   | Classement par équipes | Classement par équipes |
| Équipe                 | Équipe                   | Pays                   | Temps                  |
| ---------------------- | ------------------------ | ---------------------- | ---------------------- |
| 1re                    | Ineos Grenadiers         | Royaume-Uni            | 60 h 01 min 34 s       |
| 2e                     | Bora-Hansgrohe           | Allemagne              | + 4 min 31 s           |
| 3e                     | Intermarché-Circus-Wanty | Belgique               | + 8 min 54 s           |
| 4e                     | EF Education-EasyPost    | États-Unis             | + 9 min 24 s           |
| 5e                     | Trek-Segafredo           | États-Unis             | + 12 min 49 s          |
| 6e                     | Arkéa-Samsic             | France                 | + 12 min 50 s          |
| 7e                     | Soudal Quick-Step        | Belgique               | + 17 min 01 s          |
| 8e                     | Alpecin-Deceuninck       | Belgique               | + 18 min 29 s          |
| 9e                     | Groupama-FDJ             | France                 | + 21 min 40 s          |
| 10e                    | UAE Team Emirates        | Émirats arabes unis    | + 25 min 06 s          |

### Classement UCI
La course attribue des points au Classement mondial UCI 2023 selon le barème suivant :
| Position           | 1er | 2e  | 3e  | 4e  | 5e | 6e | 7e | 8e | 9e | 10e | 11e | 12e | 13e | 14e | 15e | 16e à 30e | 31e à 40e |
| Classement général | 200 | 150 | 125 | 100 | 85 | 70 | 60 | 50 | 40 | 35  | 30  | 25  | 20  | 15  | 10  | 5         | 3         |
| Par étape          | 20  | 10  | 5   |     |    |    |    |    |    |     |     |     |     |     |     |           |           |
| Leader, par étape  | 5   |     |     |     |    |    |    |    |    |     |     |     |     |     |     |           |           |

## Évolution des classements
| Étape              | Vainqueur           | Classement général  | Classement par points | Classement de la montagne | Classement du meilleur jeune | Classement par équipes |
| ------------------ | ------------------- | ------------------- | --------------------- | ------------------------- | ---------------------------- | ---------------------- |
| 1                  | Alexander Kristoff  | Alexander Kristoff  | Alexander Kristoff    | António Ferreira          | Pavel Bittner                | Trek-Segafredo         |
| 2                  | Magnus Cort Nielsen | Magnus Cort Nielsen | Alexander Kristoff    | António Ferreira          | Frederik Wandahl             | EF Education-EasyPost  |
| 3                  | Magnus Cort Nielsen | Magnus Cort Nielsen | Magnus Cort Nielsen   | António Ferreira          | Frederik Wandahl             | EF Education-EasyPost  |
| 4                  | Tom Pidcock         | Tom Pidcock         | Magnus Cort Nielsen   | Kasper Asgreen            | Oscar Onley                  | Ineos Grenadiers       |
| 5                  | Stefan Küng         | Daniel Martínez     | Magnus Cort Nielsen   | Kasper Asgreen            | Oscar Onley                  | Ineos Grenadiers       |
| Classements finals | Classements finals  | Daniel Martínez     | Magnus Cort Nielsen   | Kasper Asgreen            | Oscar Onley                  | Ineos Grenadiers       |